# 沙爾岩
沙爾岩（英語：Shull Rocks），是南極洲的岩石，位於葛拉漢地西岸的盧貝海岸，處於雷角西北面16公里的克里斯塔爾灣，根據英國研究隊的測量被繪入地圖，現時由南極條約體系管理。